# Poldohtar megye

Loresztán tartomány megyéinek elhelyezkedése

Poldohtar megye (perzsául: شهرستان پلدختر) Irán Loresztán tartománynak egyik déli megyéje az ország nyugati részén. Északnyugaton Rumeskán megye és Kuhdast megye, északon Csegeni megye, északkeleten, keleten Horramábád megye, délen Huzesztán tartomány, nyugaton Ilám tartomány határolja. Székhelye a 22 000 fős Poldohtar városa. Második legnagyobb városa a 7600 fős Mamulán. A megye lakossága 74 537 fő. A megye két kerületre oszlik: Központi kerület és Mamulán kerület.

## Fordítás
- Ez a szócikk részben vagy egészben  a   Pol-e Dohtar County című angol Wikipédia-szócikk ezen változatának fordításán alapul.  Az eredeti cikk szerkesztőit annak laptörténete sorolja fel. Ez a jelzés csupán a megfogalmazás eredetét és a szerzői jogokat jelzi, nem szolgál a cikkben szereplő információk forrásmegjelöléseként.